# Claspettomyia adwantii
Claspettomyia adwantii är en tvåvingeart som beskrevs av Deshpande 1982. Claspettomyia adwantii ingår i släktet Claspettomyia och familjen gallmyggor. Inga underarter finns listade i Catalogue of Life.